# Foula
Foula (Fugloy ou Ilha de Aves), nas ilhas Shetland, na Escócia é uma das mais remotas ilhas da Escócia permanentemente habitada. Pertencente desde a virada do século XX pela família Holbourn, a ilha foi o local escolhido como cenário para o filme The Edge of the World.

## Geografia

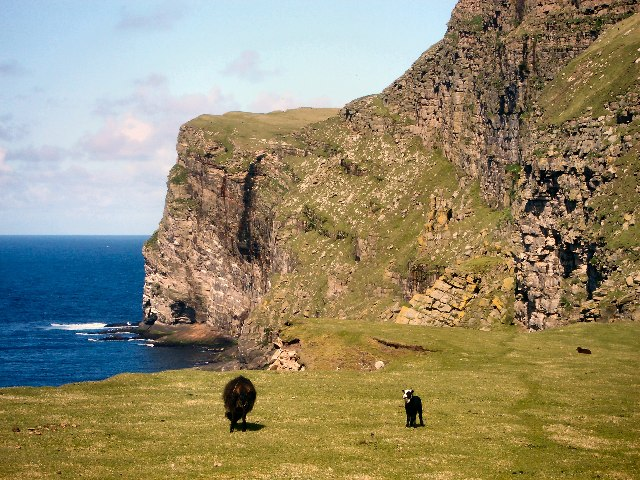
Penhascos em Foula

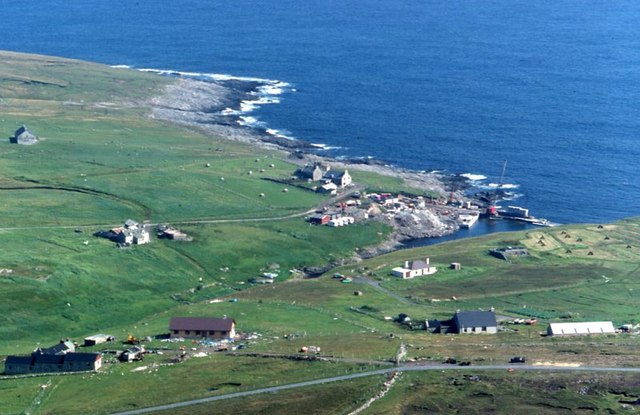
Ham, Foula

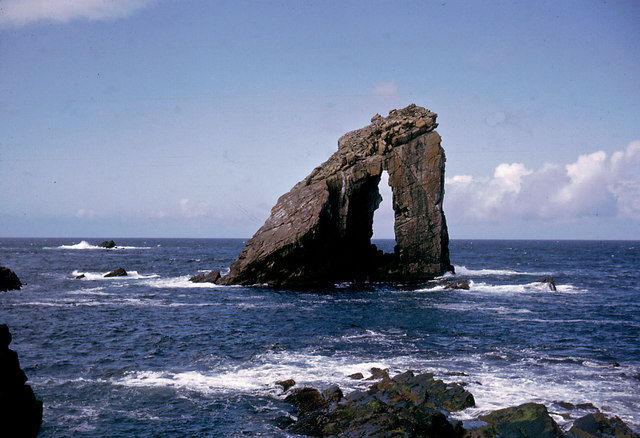
Gaada Stack, Foula

Foula é uma ilha desoladora, mas espetacular, no Oceano Atlântico, 20 km a oeste de Shetland. A ilha tem cerca de 4 a 5,6 km, com baixas faixas costeiras ao longo do lado leste. Com uma área de 12,7 km², é a sétima maior e mais ocidental das Ilhas Shetland.  A ilha tem cinco picos, chegando a 418m no The Sneug e 376m no The Kame. No extremo norte, Gaada Stack é um arco natural. Foula situa-se à mesma latitude de São Petersburgo, Rússia.
Foula tem uma população de 33 pessoas, que vivem em Hametown e Ham. Os habitantes anteriormente viviam da pesca do primeiro peixe de carne branca, e lagosta. Hoje, a maioria dos ilhéus tira rendimento do gado ovino e turismo ornitológico.
Num recife escondido, o "Hoevdi Grund" ou "Shaalds terrível" de Foula, fica um pouco mais de 3 km a leste de Foula entre o continente e as ilhas Shetland. O recife vem a poucos metros da superfície, e representa uma grande ameaça à navegação.

## História
Em 1490, as propriedades da família Ciske foram divididas e Vaila e Foula se tornaram propriedades de Alv Knutsson. No entanto, o Ciskes eram noruegueses, e como a Escócia tinha anexado Shetland algumas décadas antes, as alegações de propriedade eram confusas e contraditórias.
Foula permaneceu usando o calendário juliano, quando o resto do Reino Unido adotou o calendário gregoriano em 1752. Como resultado, Foula está um dia à frente do calendário juliano e 12 dias atrás do gregoriano, observando-se o dia de Natal em 6 de janeiro e o Ano Novo em 13 de janeiro.
Em 1720, uma epidemia de varíola atingiu as 200 pessoas que vivem com Foula. Como os ilhéus ficaram tão isolados do resto do mundo, não tinham imunidade, ao contrário da maioria dos povos do norte da Europa naquela época. Noventa por cento da população da ilha morreram na epidemia.
O escritor e jornalista John Sands viveu Foula e Papa Stour por um tempo durante o século XIX. Ele lutou contra o sistema vigente chamado de Truck System em que os operários da ilha ao invés de ganharem salários recebiam apenas mercadorias e criou charges satirizando suas deficiências. Em uma ele chamou Foula como uma mulher bela e jovem, sendo estrangulada na qual havia um rótulo 'latifúndio' vigiado por outros répteis chamados 'missionário', 'latifundiário' e 'truck'.
A ilha foi também um dos últimos lugares onde Norn foi utilizado como primeira língua, sendo o dialeto local fortemente influenciado pelas línguas nórdicas. Além de ser o último lugar na Escócia, onde a Lei Udal foi usada.

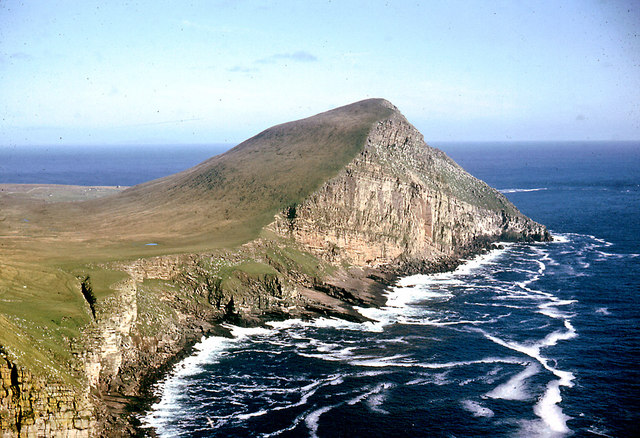
The Noup, Foula

## Cultura
Rowin doon Foula
O poema de Vagaland chamado Da Sang o da Papa men fala sobre os pescadores do Papa Stour e inclui um coro insistente no canto Rowin Foula Doon. Isto se refere à prática de pescadores de barco a remo que fazem pesca aberta no mar.
The Edge of the World
Michael Powell fez The Edge of the World em 1937. Este filme é uma dramatização baseada na história real de evacuação dos últimos trinta e seis moradores da remota ilha de St Kilda em 29 de Agosto de 1930. St Kilda está situado no Oceano Atlântico, 64 km a oeste-noroeste da ilha do norte e seus habitantes falavam gaélico. Powell não conseguiu obter permissão para filmar em St Kilda. Ainda assim, ele fez o filme com mais de quatro meses durante o verão de 1936 na ilha de Foula. Apesar do fato de que os ilhéus de Foula falarem o dialeto Shetlandic, o filme não perde em nada o seu poder de dramatização.
The Edge of the World (1937) dramatiza a evacuação das Ilhas e da tragédia que se seguiu.
Return To The Edge Of The World (1978) foi um documentário a captura de uma reunião do elenco e da equipe de 1937 do The Edge Of The World, quarenta anos depois do fato, quando eles revisitaram a ilha.

## Ligações Externas
- Foula Heritage
- «Living at the edge of the world». The Guardian. 21 de fevereiro de 2008. Consultado em 13 de dezembro de 2008